# Uğuraçan
Uğuraçan (türkisch für Glücksöffner) ist ein Dorf im Landkreis Şemdinli der türkischen Provinz Hakkâri. Uğuraçan liegt etwa 141 Kilometer südöstlich der Provinzhauptstadt Hakkâri und 33 Kilometer südwestlich von Şemdinli. Uğuraçan hatte laut der letzten Volkszählung 864 Einwohner (Stand Ende Dezember 2010).
Die Bevölkerung besteht hauptsächlich aus Türken, daneben finden sich noch einige aus den umliegenden Dörfern zugezogene Kurden. Uğuraçan, Beyyurdu, Boğazköy und Yaylapınar sind die einzigen von Türken besiedelten Dörfer in der Provinz Hakkâri. Der frühere Name des Dorfes lautete Betkar.